# Новостепной (Ростовская область)
Новостепной — посёлок в Сальском районе Ростовской области.
Входит в состав Манычского сельского поселения.

## География

### Улицы
- ул. Кольцевая,
- ул. Придорожная,
- ул. Степная,
- ул. Школьная.

## История
В 1987 году указом ПВС РСФСР поселку четвёртого производственного отделения овцесовхоза им. Фрунзе присвоено наименование Новостепной.

## Население
| 2010 |
| ---- |
| 171  |